# 陈雍
陈雍（1966年10月—），男，满族，辽宁北镇人，中华人民共和国政治人物。辽宁师范大学政治系科学社会主义专业毕业。中共第二十届中央候补委员。

## 生平
1984年9月，在辽宁师范大学政治系政治专业学习。1988年1月加入中国共产党。1988年9月，在辽宁师范大学政治系科学社会主义专业读研究生。
1991年8月参加工作，任辽宁省监察厅政策法规处干部。1993年2月，任中国建设银行辽宁省分行办公室工作人员。1996年3月，任中国建设银行辽宁省分行办公室副主任。1998年12月，任辽宁省监察厅厅长助理（正处级）（其间：2000年8月-2001年8月，挂职任中共大连市纪委常委、市监察局副局长）。2001年10月，任中共辽宁省纪委常委、省监察厅厅长助理（副厅级）。2002年10月，任中共辽宁省纪委常委、省监察厅副厅长。2004年9月，任中共抚顺市委副书记、市纪委书记。2007年10月，任中共抚顺市委副书记。2008年5月，任中共沈阳市委常委、市纪委书记。
2010年12月，任中共中央纪委绩效管理监察室干部。2011年2月，任中央纪委绩效管理监察室正局级纪律检查员、监察专员兼副主任。2011年12月，任中央纪委绩效管理监察室主任。2013年5月，任中央纪委执法和效能监督室主任。2014年3月，任中央纪委第十二纪检监察室主任。2015年4月，任中华人民共和国监察部副部长兼中央纪委第十二纪检监察室主任。
2017年1月，任中共重庆市委常委、纪委书记。2018年2月24日，当选为第十三届全国人大代表。2018年10月，转任中共北京市委委员、常委、纪委书记、市监察委副主任、代理主任。2019年1月，当选北京市监察委员会主任。
2021年7月，任中共宁夏回族自治区党委副书记。
2023年1月15日，当选为宁夏回族自治区政协主席。